# Wünschberg
Der Wünschberg ist eine Erhöhung bei Lebach im saarländischen Teil des Saar-Nahe-Berglands. Er liegt östlich des Stadtkerns, südlich der Theel auf einer Höhe von 294 m ü. NN.
Am 10. Dezember 1913 wurde auf dem Wünschberg ein Hochbehälter zur Wasserversorgung der Stadt in Betrieb genommen. Er ersetzte den 1858 gebohrten Jakobsbrunnen, dessen Nutzung zu Gesundheitsproblemen führte.
1970 wurde eine Marienkapelle der Schönstattbewegung auf dem Berg errichtet. Ebenso wurde dort 1978 ein Gebäude als Schönstattzentrum eingeweiht. Das Gebäude enthält dabei 30 Zimmer mit 50 Betten und Tagungsräumen. Auf Grund von Renovierungsbedarf und mangelnden Einnahmen wurde 2017 der Beschluss gefasst dieses Gebäude zu verkaufen.